# Fachwerkstadt
Als Fachwerkstadt bezeichnet man eine Stadt mit einem historischen Stadtkern, in dem das Fachwerkhaus dominiert.

## Deutschland

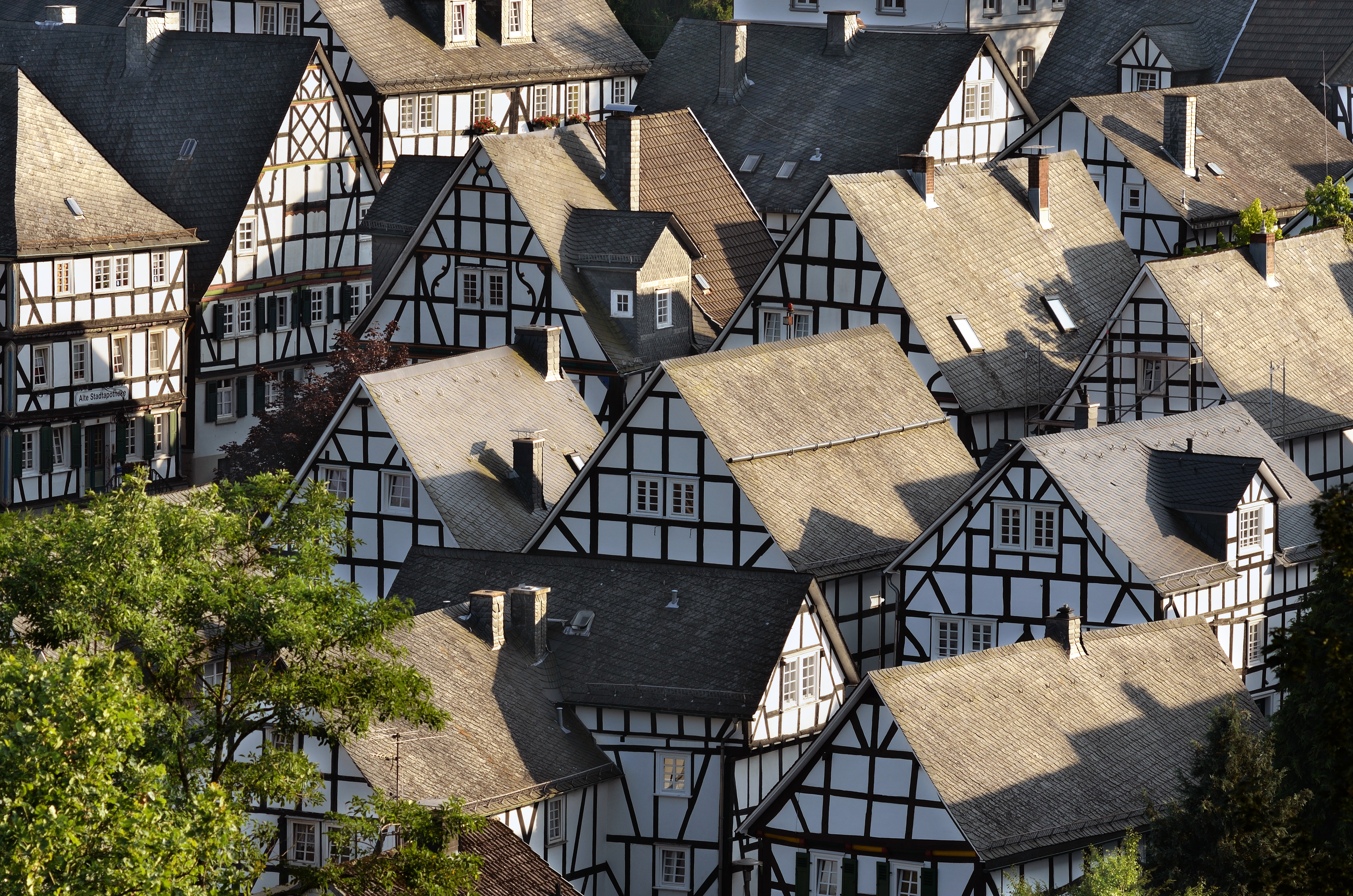
Freudenberg

Trotz der verheerenden Zerstörungen des Zweiten Weltkrieges und der Nachkriegszeit haben sich in Deutschland noch über eine Million Fachwerkbauten erhalten.
Fachwerkstädte findet man vor allem entlang der seit 1990 bestehenden Deutschen Fachwerkstraße, einem über 3000 km langen System von Ferienstraßen, das sich von der Elbe bis zum Bodensee erstreckt. Sie ist derzeit in sieben Teilstrecken unterteilt, die durch  Niedersachsen,  Sachsen-Anhalt,  Sachsen,  Hessen,  Thüringen,  Franken und  Baden-Württemberg führen.
Fachwerkstädte sind darüber hinaus auch in  Rheinland-Pfalz,  Nordrhein-Westfalen,  Bayern,  Brandenburg und Mecklenburg-Vorpommern zu finden.
Zu den bedeutendsten Fachwerkstädten in Deutschland zählten vor den verheerenden Kriegszerstörungen unter anderen Frankfurt am Main, Hildesheim, Braunschweig und Kassel.

## Schweiz

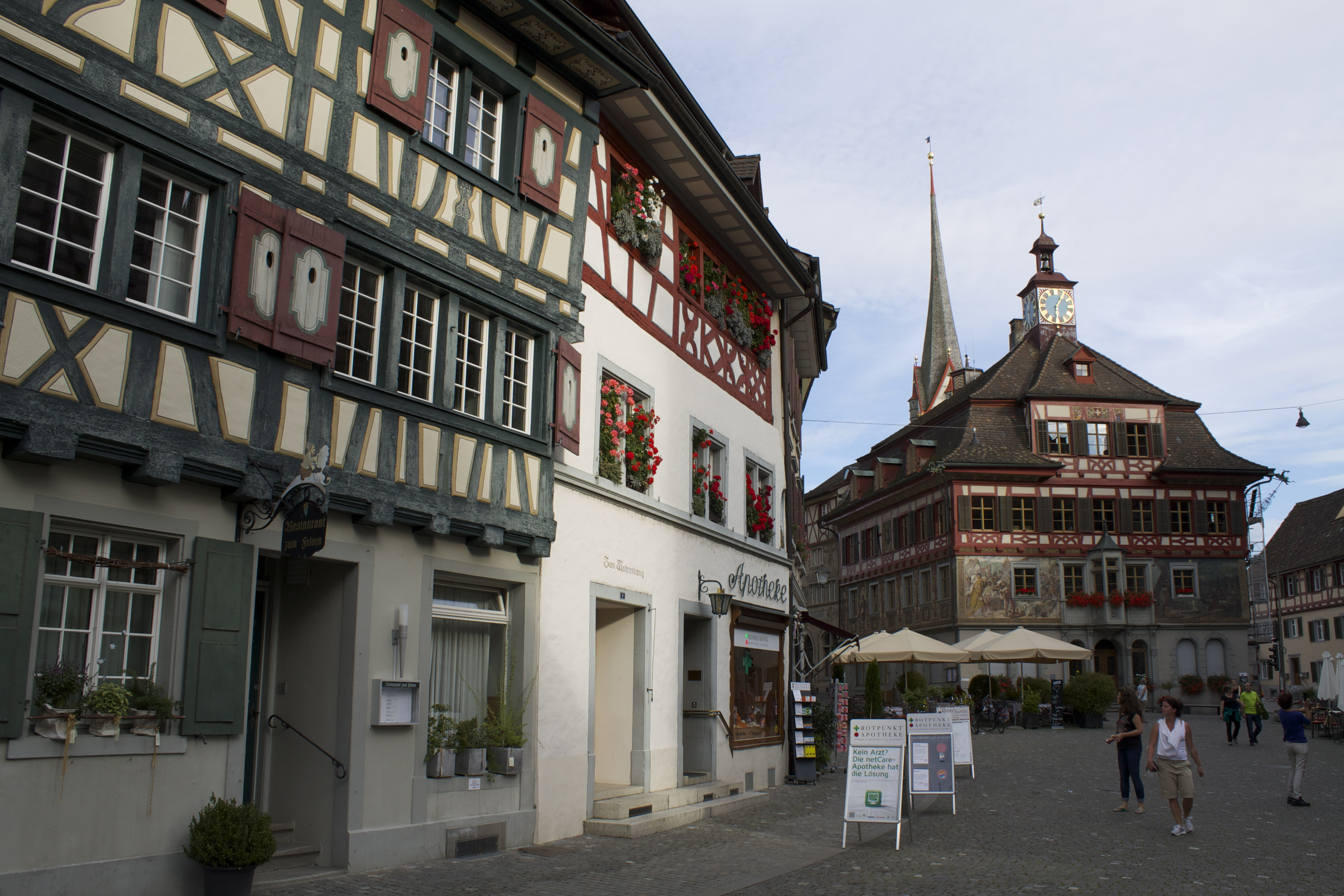
Stein am Rhein

In der Schweiz finden sich Fachwerkstädte wie Stein am Rhein mit dem typischen Alemannischen Fachwerk.

## Österreich
Auch in Vorarlberg gibt es die Fachwerkgemeinden mit dem typischen Alemannischen Fachwerk.

## Frankreich

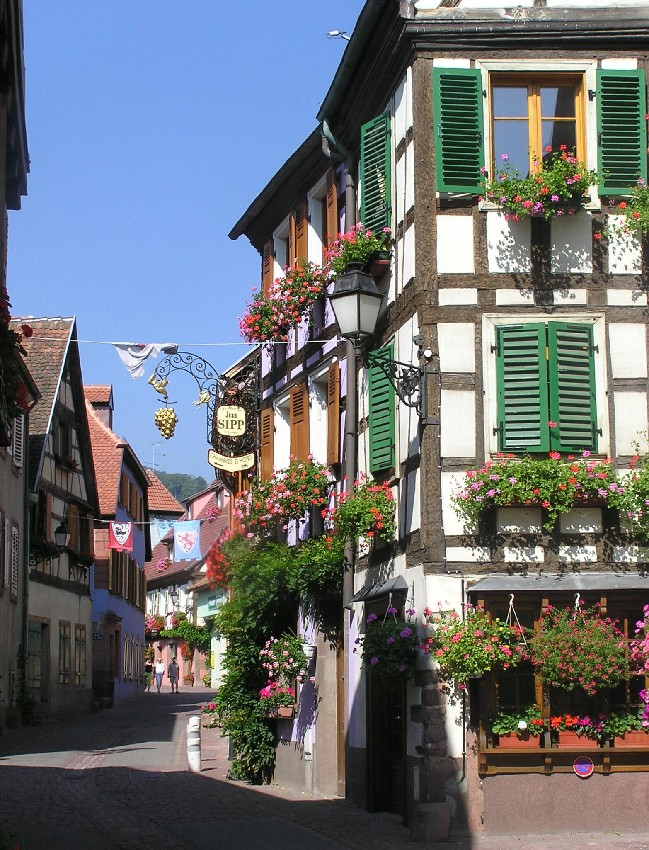
Ribeauvillé

Im Elsass finden sich noch viele Fachwerkstädte wie Ribeauvillé und Riquewihr und Teile von Colmar und Straßburg mit dem typischen Alemannischen und Fränkischen Fachwerk.
In der Normandie und der Champagne gibt es eine Vielzahl an typisch französischen Fachwerken. Hier haben allerdings die beiden Weltkriege des 20. Jahrhunderts große Verluste mit sich gebracht. Geschlossene Stadtbilder finden sich noch in Rouen und Troyes sowie einigen kleineren Orten.

## England

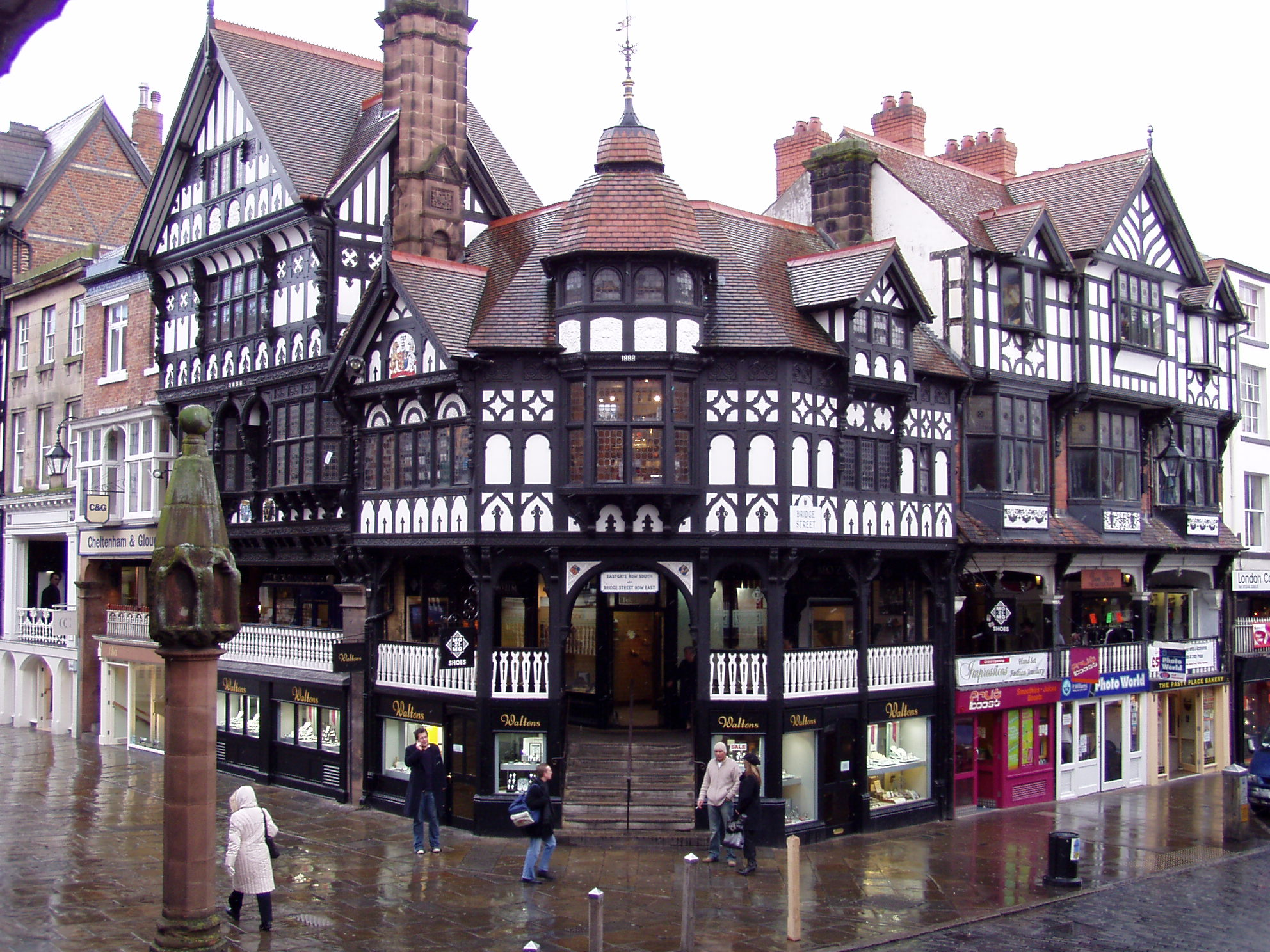
Chester

Die mittelalterliche Wohnarchitektur Englands war stark vom Fachwerkbau geprägt, der oft starke Ähnlichkeiten mit dem französischen aufweist.
Zahlreiche englische Städte weisen noch schöne Beispiele auf; mittelalterlichen Fachwerkstädte sind u. a. das nordwestenglische Chester oder das  nordenglische York.

## Russland
Im ehemaligen Ostpreußen – heute auf dem Territorium Russlands gelegen – gab es verbreitet Städte mit Vierteln, die vollständig durch Fachwerkgebäude geprägt waren. Die Lastadie von Königsberg, die Speicherviertel in Insterburg und Wehlau galten als Beispiele dieser Art. Fast alles wurde im Laufe der Kriegshandlungen oder wegen der Vernachlässigung oder gar bewusster Vernichtung in der Nachkriegszeit verloren. Der wohl einzige Ort, in dem eine solche Bebauung noch zu beobachten ist, ist Schelesnodoroschny (Kaliningrad) (vor 1947 Gerdauen). Der Zustand der historischen Bausubstanz im Ortskern bleibt leider meist sehr schlecht. Es wurden seit Ende der 2010er Jahre etliche Versuche unternommen, die alten Viertel wiederherzustellen. Die Arbeitsvorhaben wurden jedoch in der Öffentlichkeit und in der Fachwelt kaum ernsthaft diskutiert. Die getroffenen Maßnahmen beschränken sich hauptsächlich auf die Restaurierung der Fassaden, die Gebäude werden nicht gründlich saniert. Die Qualität der Arbeiten ist nicht hoch genug, was zum Verlust der Authentizität einiger Gebäude führt.